# Rafał Wojda
Rafał Wojda – polski dziennikarz.

## Życiorys
Debiutował w 1993 w „Słowie Sportowym”. Następnie przez 2 lata był autorem programów Radia Eska, potem trafił do Telewizji Dolnośląskiej, gdzie był wydawcą, reporterem i prezenterem programów informacyjnych i publicystycznych. Jednocześnie pracował jako korespondent RTL 7, Polsatu, Naszej TV i TV4. Związany był również z Telewizją Polską, dla której przygotowywał cykle reportaży – m.in. „Na marginesie prawa” oraz „Telewizyjne Biuro Śledcze”. Od września 2007 związany z TVN CNBC, a od 1 stycznia 2014 jest szefem redakcji biznesowej w TVN24 BIS. Od września 2018 współprowadzi „Wstajesz i wiesz” w TVN24.